# Hans Lurvink
Johannes G.M. (Hans) Lurvink (Doetinchem,  10 november 1940) is een Nederlands voormalig politicus van de KVP en later het CDA.
Hij is afgestudeerd in de rechten aan de Katholieke Universiteit Nijmegen en heeft gewerkt bij de gemeenten Nieuwegein en Wateringen. Van 1974 tot 1985 was hij burgemeester van Beuningen en daarnaast vanaf december 1976 waarnemend burgemeester van Ewijk tot die gemeente in juli 1980 opging in de gemeente Beuningen. Vanaf 1985 was Lurvink jarenlang burgemeester van Geleen en na de samenvoeging in 2001 van deze gemeente met Sittard tot de nieuwe gemeente Sittard-Geleen was hij nog bijna een jaar waarnemend burgemeester van deze fusiegemeente. Van september 2003 tot begin 2004 was hij waarnemend burgemeester in Heerlen. Hierna was hij in de periode 2005/2006 waarnemend burgemeester van Vaals.
Van 1 januari 2006 tot 5 maart 2006 was Lurvink voorzitter van de voetbalclub Fortuna Sittard. Zijn snelle aftreden als voorzitter bij Fortuna had te maken met de grote financiële problemen van de club.